# Suzerenita
Suzerenita je pojem, který se dá jednoduše vysvětlit jako omezená suverenita. Suzerenita je pojem používaný především v mezinárodním právu.[zdroj⁠?!] Pojem suzerenita byl používán ve vztahu Osmanské říše a národních polonezávislých knížectví, která se postupně během 19. století osamostatňovala.
Suzerén je tedy vrchní lenní pán, který je formálně nadřízen vladaři (s omezenou svrchovaností) některé jiné země.

## Příklady
- francouzský prezident, resp. Francie je suzerénem v Andoře.[zdroj⁠?!]
- Nový Zéland disponuje suzerenitou nad Cookovými ostrovy, Niue a Tokelau.[zdroj⁠?!]
- osmanský sultán byl v minulosti suzerénem Srbska, Černé Hory, Dubrovnické republiky, Bulharska, Moldavska a Valašska
- dynastická Čína byla v minulosti suzerénem Koreje